# Danh sách phim của Argentina thập niên 1930
Lĩnh vực điện ảnh của Argentina bắt đầu phát triển giữa năm 1930. Adiós Argentina là bộ phim đầu tiên có nhạc phim. Dưới đây là danh sách các bộ phim của Argentina được sản xuất vào thập niên 1930:

## 1930
| Năm 1930               | Năm 1930         | Năm 1930   | Năm 1930 |
| ---------------------- | ---------------- | ---------- | -------- |
| Tên                    | Đạo diễn         | Phát hành  | Thể loại |
| A - Z                  |                  |            |          |
| Adiós Argentina        | Mario Parpagnoli | 12 tháng 3 |          |
| El cantar de mi ciudad | José A. Ferreyra | 3 tháng 10 |          |
| Viejo smoking          | Eduardo Morera   |            |          |

## 1931
| Năm 1931                   | Năm 1931          | Năm 1931   | Năm 1931 |
| -------------------------- | ----------------- | ---------- | -------- |
| Tên                        | Đạo diễn          | Phát hành  | Thể loại |
| A - Z                      |                   |            |          |
| Diez canciones de Gardel   | Eduardo Morera    |            |          |
| Luces de Buenos Aires      | Adelqui Millar    | 23 tháng 9 |          |
| Muñequitas porteñas        | José A. Ferreyra  | 7 tháng 8  |          |
| Pancho Talero en Hollywood | Arturo Lanteri    | 11 tháng 6 |          |
| Peludópolis                | Quirino Cristiani | 18 tháng 9 |          |
| Rosas de otoño             | Eduardo Morera    |            | Âm nhạc  |
| La vía de oro              | Edmo Cominetti    | 26 tháng 6 |          |
| Yira, yira                 | Eduardo Morera    |            | Âm nhạc  |

## 1932
| Năm 1932                 | Năm 1932            | Năm 1932    | Năm 1932      |
| ------------------------ | ------------------- | ----------- | ------------- |
| Tên                      | Đạo diễn            | Phát hành   | Thể loại      |
| A - Z                    |                     |             |               |
| La barra de Taponazo     | Alejandro del Conte | 9 tháng 9   | Hài kịch      |
| En el infierno del Chaco | Roque Funes         | 21 tháng 12 | Phim tài liệu |
| Rapsodia gaucha          | Jose A. Ferreyra    |             |               |

## 1933
| Năm 1933                  | Năm 1933                | Năm 1933    | Năm 1933 |
| ------------------------- | ----------------------- | ----------- | -------- |
| Tên                       | Đạo diễn                | Phát hành   | Thể loại |
| A - Z                     |                         |             |          |
| Los caballeros de cemento | Ricardo Hicken          | 1 tháng 6   | Hài kịch |
| Dancing                   | Luis José Moglia Barth  | 9 tháng 11  |          |
| El hijo de papá           | John Alton              | 23 tháng 10 |          |
| El linyera                | Enrique Larreta         | 12 tháng 9  | Kịch     |
| ¡Tango!                   | Luis José Moglia Barth  | 27 tháng 4  | Âm nhạc  |
| Los tres berretines       | Enrique Telémaco Susini | 19 tháng 5  | Hài kịch |

## 1934
| Năm 1934                | Năm 1934                | Năm 1934    | Năm 1934      |
| ----------------------- | ----------------------- | ----------- | ------------- |
| Tên                     | Đạo diễn                | Phát hành   | Thể loại      |
| A - Z                   |                         |             |               |
| Ayer y hoy              | Enrique Telémaco Susini | 25 tháng 5  |               |
| Calles de Buenos Aires  | José Agustín Ferreyra   | 16 tháng 3  |               |
| En la tierra del Guarán | Lumiton                 | tháng 8     | Phim tài liệu |
| Galería de esperanzas   | Carlos de la Púa        | 12 tháng 9  |               |
| Ídolos de la radio      | Eduardo Morera          | 24 tháng 10 | Hài kịch      |
| Mañana es domingo       | José Agustín Ferreyra   | 8 tháng 11  |               |
| Riachuelo               | Luis José Moglia Barth  | 4 tháng 7   | Kịch          |

## 1935
| Năm 1935                      | Năm 1935                         | Năm 1935     | Năm 1935             |
| ----------------------------- | -------------------------------- | ------------ | -------------------- |
| Tên                           | Đạo diễn                         | Phát hành    | Thể loại             |
| A - Z                         |                                  |              |                      |
| El alma del bandoneón         | Mario Soffici                    | 20 tháng 2   | Âm nhạc Hài kịch     |
| Bajo la santa Federación      | Daniel Tinayre                   | 21 tháng 3   | Âm nhạc Phim lịch sử |
| La barra mendocina            | Mario Soffici                    | 2 tháng 8    | Hài kịch             |
| El caballo del pueblo         | Manuel Romero                    | 15 tháng 8   |                      |
| Crimen a las tres             | Luis Saslavsky                   | 22 tháng 8   | Kịch                 |
| Escala en la ciudad           | Alberto de Zavalía               | 30 tháng 10  |                      |
| Internado                     | Héctor Basso và Carlos de la Púa | 25 tháng 9   | Hài kịch             |
| Los misterios de Buenos Aires | Julio Irigoyen                   | Kịch Âm nhạc |                      |
| Monte Criollo                 | Arturo S. Mom                    | 22 tháng 5   |                      |
| Noites Cariocas               | Enrique Cadícamo                 | 3 tháng 12   |                      |
| Noches de Buenos Aires        | Manuel Romero                    | 27 tháng 3   | Âm nhạc              |
| Pibelandia                    | Augusto César Vatteone           | 20 tháng 9   |                      |
| Picaflor                      | Luis José Moglia Barth           | 17 tháng 7   |                      |
| Por buen camino               | Eduardo Morera                   | 31 tháng 10  |                      |
| Puente Alsina                 | José Agustín Ferreyra            | 6 tháng 8    | Kịch                 |
| Tango Bar                     | John Reinhardt                   |              | Âm nhạc              |
| La Virgencita de Pompeya      | Enrique Cadícamo                 | 14 tháng 3   |                      |

## 1936
| Năm 1936                                 | Năm 1936                                 | Năm 1936    | Năm 1936      |
| ---------------------------------------- | ---------------------------------------- | ----------- | ------------- |
| Tên                                      | Đạo diễn                                 | Phát hành   | Thể loại      |
| A - Z                                    |                                          |             |               |
| Amalia                                   | Luis José Moglia Barth                   | 8 tháng 7   |               |
| Ayúdame a vivir                          | José Agustín Ferreyra                    | 26 tháng 8  |               |
| La canción de la ribera                  | Julio Irigoyen                           |             |               |
| Canillita                                | Lisandro de la Tea và Manuel Roneima     | 26 tháng 3  |               |
| Compañeros                               | Gerardo Húttula                          | 17 tháng 4  |               |
| El conventillo de la Paloma              | Leopoldo Torres Ríos                     | 24 tháng 9  | Hài kịch      |
| Don Quijote del Altillo                  | Manuel Romero                            | 3 tháng 6   |               |
| ¡Goal!                                   | Luis José Moglia Barth                   | 14 tháng 10 |               |
| Juan Moreira                             | Nelo Cosimi                              | 17 tháng 9  |               |
| Loco lindo                               | Arturo S. Mom                            | 13 tháng 5  |               |
| Mi Buenos Aires querido                  | Julio Irigoyen                           |             |               |
| La muchachada de a bordo                 | Manuel Romero                            | 5 tháng 2   |               |
| New Port                                 | Luis César Amadori và Mario Soffici      | 12 tháng 2  |               |
| Poncho blanco                            | Francisco Pablo Donadío                  | 12 tháng 8  |               |
| Radio Bar                                | Manuel Romero                            | 10 tháng 9  |               |
| Santos Vega                              | Luis José Moglia Barth                   | 17 tháng 9  |               |
| Salvando la humanidad (Nuestros médicos) | Juan Sánchez Rojas                       | 17 tháng 2  |               |
| Sombras porteñas                         | Daniel Tinayre                           | 25 tháng 2  |               |
| Tararira (la bohemia de hoy)             | Benjamín Fondané                         |             |               |
| Vértigo                                  | Emilio Karstulovic và Napy Duclout       | 11 tháng 3  | Phim tài liệu |
| Ya tiene comisario el pueblo             | Claudio Martínez Paiva và Eduardo Morera | 29 tháng 10 |               |

## 1937
| Năm 1937                             | Năm 1937                            | Năm 1937    | Năm 1937      |
| ------------------------------------ | ----------------------------------- | ----------- | ------------- |
| Tên                                  | Đạo diễn                            | Phát hành   | Thể loại      |
| A - F                                |                                     |             |               |
| Así es el tango                      | Eduardo Morera                      | 24 tháng 2  | Âm nhạc       |
| Barranca abajo                       | José V. Grubert                     | 26 tháng 4  |               |
| Besos brujos                         | José Agustín Ferreyra               | 30 tháng 6  |               |
| The Boys Didn't Wear Hair Gel Before | Manuel Romero                       | 31 tháng 3  |               |
| Cadetes de San Martín                | Mario Soffici                       | 3 tháng 3   |               |
| El cañonero de Giles                 | Manuel Romero                       | 20 tháng 1  |               |
| La casa de Quirós                    | Luis José Moglia Barth              | 6 tháng 10  |               |
| El escuadrón azul                    | Nelo Cosimi                         | 24 tháng 11 |               |
| El forastero                         | Antonio Ber Ciani                   | 3 tháng 11  |               |
| Fuera de la ley]]                    | Manuel Romero                       | 14 tháng 7  |               |
| La fuga                              | Luis Saslavsky                      | 28 tháng 7  |               |
| G - N                                |                                     |             |               |
| Los locos del cuarto piso            | Lisandro de la Tea                  | 10 tháng 11 |               |
| Lo que le pasó a Reynoso             | Leopoldo Torres Ríos                | 18 tháng 2  |               |
| Mateo                                | Daniel Tinayre                      | 22 tháng 7  |               |
| Melgarejo                            | Luis José Moglia Barth              | 19 tháng 5  |               |
| Melodías porteñas                    | Luis José Moglia Barth              | 17 tháng 11 |               |
| La muchacha del circo                | Manuel Romero                       | 5 tháng 5   |               |
| Muchachos de la ciudad               | José Agustín Ferreyra               | 13 tháng 5  |               |
| Murió el sargento Laprida            | Tito Davison                        | 23 tháng 12 |               |
| El Nahuel Huapi y su región          | Emilio W. Werner                    |             |               |
| Nobleza gaucha                       | Sebastián M. Naón                   | 15 tháng 9  |               |
| O - Z                                |                                     |             |               |
| Palermo                              | Arturo S. Mom                       | 23 tháng 6  |               |
| Papá Chirola                         | Edmo Cominetti                      | 28 tháng 9  |               |
| Paraguay, tierra de promisión        | James Bauer                         |             |               |
| El pobre Pérez                       | Luis César Amadori                  | 10 tháng 2  |               |
| Una porteña optimista                | Daniel Tinayre                      | 25 tháng 2  |               |
| La sangre de las guitarras           | Vicente G. Retta                    |             |               |
| ¡Segundos afuera!                    | Alfredo Etchebehere và Chas de Cruz | 4 tháng 8   |               |
| Sol de primavera                     | José Agustín Ferreyra               | 22 tháng 9  |               |
| Tigre                                | Emilio W. Werner                    |             | Phim tài liệu |
| Viejo barrio                         | Isidoro Navarro                     | 18 tháng 2  |               |
| Viento Norte                         | Mario Soffici                       | 13 tháng 10 |               |
| La virgencita de madera              | Sebastián M. Naón                   | 21 tháng 4  |               |
| La vuelta de Rocha                   | Manuel Romero                       | 8 tháng 9   |               |

## 1938
| Năm 1938                      | Năm 1938                    | Năm 1938    | Năm 1938  |
| ----------------------------- | --------------------------- | ----------- | --------- |
| Tên                           | Đạo diễn                    | Phát hành   | Thể loại  |
| A - C                         |                             |             |           |
| Adiós Buenos Aires            | Leopoldo Torres Ríos        | 19 tháng 1  | Kịch      |
| Los apuros de Claudina        | Miguel Coronatto Paz        | 9 tháng 11  |           |
| Bodas de sangre               | Edmundo Guibourg            | 16 tháng 1  | Kịch      |
| Busco un marido para mi mujer | Arturo S. Mom               | 21 tháng 9  | Kịch      |
| El cabo Rivero                | Miguel Coronatto Paz        | 22 tháng 3  | Kịch      |
| Callejón sin salida]l         | Elías Alippi                | 30 tháng 3  | Kịch      |
| El canillita y la dama        | Luis César Amadori          | 8 tháng 6   | Kịch      |
| Cantando llegó el amor        | James Bauer                 | 1 tháng 9   | Nhạc kịch |
| The Caranchos of Florida      | Alberto de Zavalía          | 1 tháng 11  | Kịch      |
| El casamiento de chichilo     | Isidoro Navarro             | 10 tháng 3  | Hài kịch  |
| La chismosa                   | Enrique Telémaco Susini     | 18 tháng 5  | Kịch      |
| Con las alas rotas            | Orestes Caviglia            | 15 tháng 6  | Kịch      |
| D - K                         |                             |             |           |
| De la sierra al valle         | Antonio Ber Ciani           | 28 tháng 12 | Kịch      |
| El diablo con faldas          | Ivo Pelay                   | 20 tháng 4  | Kịch      |
| Dos amigos y un amor          | Lucas Demare                | 8 tháng 2   |           |
| La estancia del gaucho Cruz   | Leopoldo Torres Ríos        | 27 tháng 7  |           |
| El hombre que nació dos veces | Oduvaldo Vianna             | 28 tháng 9  |           |
| Honeysuckle                   | Luis César Amadori          | 5 tháng 10  |           |
| Jettatore                     | Luis Bayón Herrera          | 10 tháng 8  | Hài kịch  |
| Kilómetro 111                 | Mario Soffici               | 31 tháng 8  | Kịch      |
| L - M                         |                             |             |           |
| La que no perdonó             | José Agustín Ferreyra       | 14 tháng 9  |           |
| Las de Barranco               | Tito Davison                | 29 tháng 6  |           |
| La ley que olvidaron          | José Agustín Ferreyra       | 16 tháng 3  |           |
| Maestro Levita                | Luis César Amadori          | Kịch        |           |
| El mono relojero              | Quirino Cristiani           |             | Hoạt hình |
| Mujeres que trabajan          | Manuel Romero               | 6 tháng 7   | Kịch      |
| N - S                         |                             |             |           |
| Nace un amor                  | Luis Saslavsky              | 27 tháng 7  |           |
| Noches de Carnaval            | Julio Saraceni              | 2 tháng 3   |           |
| Pampa y cielo                 | Raúl Gurruchaga             | 24 tháng 8  |           |
| Plegaria gaucha               | Julio Irigoyen              | 7 tháng 7   |           |
| La rubia del camino           | Manuel Romero               | 6 tháng 4   | Hài kịch  |
| Ronda de estrellas            | Jack Davison                | 3 tháng 8   |           |
| Senderos de fe                | Luis José Moglia Barth      | 26 tháng 10 |           |
| Sierra Chica                  | Julio Irigoyen              | 13 tháng 5  |           |
| T - Z                         |                             |             |           |
| Tres anclados en París        | Manuel Romero               | 26 tháng 1  |           |
| Turbión                       | Antonio Momplet             | 18 tháng 10 |           |
| El último encuentro           | Luis José Moglia Barth      | 22 tháng 5  |           |
| Una prueba de Cariño          | Ernesto Vilches             | 3 tháng 6   |           |
| Un tipo de suerte             | Carlos Calderón de la Barca | 19 tháng 10 |           |
| Villa Discordia               | Arturo S. Mom               | 9 tháng 3   |           |
| La Voz del tambor             | Constantino Ambrosione      | 19 tháng 5  |           |
| La vuelta al nido             | Leopoldo Torres Ríos        | 4 tháng 5   | Kịch      |

## 1939
| Năm 1939                             | Năm 1939               | Năm 1939    | Năm 1939      |
| ------------------------------------ | ---------------------- | ----------- | ------------- |
| Tên                                  | Đạo diễn               | Phát hành   | Thể loại      |
| A - C                                |                        |             |               |
| 24 horas en libertad                 | Lucas Demare           | 21 tháng 6  | Hài kịch      |
| Alas de mi patria                    | Carlos Borcosque       | 5 tháng 4   | Phim tài liệu |
| Ambición                             | Adelqui Millar         | 29 tháng 5  |               |
| Así es la vida                       | Francisco Mugica       | 19 tháng 6  | Kịch          |
| Atorrante (La venganza de la tierra) | Enrique de Rosas       | 13 tháng 7  |               |
| Bartolo tenía una flauta             | Antonio Botta          | 8 tháng 11  | Hài kịch      |
| Caras argentinas                     | Carmelo Santiago       | 18 tháng 5  |               |
|                                      |                        |             |               |
| Caminito de gloria                   | Luis César Amadori     | 20 tháng 9  |               |
| Cándida                              | Luis Bayón Herrera     | 4 tháng 10  | Hài kịch      |
| Campeón por una mujer                | Eugenio Gersbach       | 21 tháng 12 |               |
| Cuatro corazones                     | Carlos Schlieper       | 1 tháng 3   |               |
| La cieguita de la avenida Alvear     | Julio Irigoyen         | 16 tháng 6  | Kịch          |
| La canción que tú cantabas           | Miguel Mileo           | 7 tháng 7   |               |
| Chimbela                             | José Agustín Ferreyra  | 30 tháng 8  |               |
| D - H                                |                        |             |               |
| Divorcio en Montevideo               | Manuel Romero          | 7 tháng 6   |               |
| Doce mujeres                         | Luis José Moglia Barth | 8 tháng 3   |               |
| Frente a la vida                     | Enrique de Rosas       | 22 tháng 2  |               |
| Gente bien                           | Manuel Romero          | 28 tháng 6  |               |
| El gran camarada                     | Yago Blas              | 11 tháng 1  |               |
| Giácomo                              | Augusto César Vatteone | 4 tháng 4   | Kịch          |
| El grito de la juventud              | Raúl Roulién           | 28 tháng 9  |               |
| Hermanos                             | Enrique de Rosas       | 13 tháng 4  |               |
| La hija del viejito guardafaro       | Julio Irigoyen         | 1 tháng 6   | Kịch          |
| I - M                                |                        |             |               |
| La intrusa                           | Julio Saraceni         | 29 tháng 3  |               |
| The Life of Carlos Gardel            | Alberto de Zavalía     | 24 tháng 5  | Nhạc kịch     |
| El Loco Serenata                     | Luis Saslavsky         | 9 tháng 8   |               |
| Mandinga en la sierra                | Isidoro Navarro        | 7 tháng 3   |               |
| Margarita, Armando y su padre        | Francisco Mugica       | 19 tháng 4  |               |
| El matrero                           | Orestes Caviglia       | 12 tháng 7  | Kịch          |
| El misterio de la dama de gris       | Jamer Bauer            | 26 tháng 9  |               |
| Mi suegra es una fiera               | Luis Bayón Herrera     | 23 tháng 2  |               |
| La Modelo de la calle Florida        | Julio Irigoyen         |             |               |
| La modelo y la estrella              | Manuel Romero          | 15 tháng 3  |               |
| Muchachas que estudian               | Manuel Romero          | 6 tháng 9   | Hài kịch      |
| La mujer y el jockey                 | José Suárez            | 21 tháng 12 | Chính trị     |
| N - S                                |                        |             |               |
| Nativa                               | Enrique de Rosas       | 7 tháng 9   |               |
| Nuestra tierra de paz                | Arturo S. Mom          | 4 tháng 7   | Phim lịch sử  |
| Oro entre barro                      | Luis Bayón Herrera     | 25 tháng 4  |               |
| Los pagarés de Mendieta              | Leopoldo Torres Ríos   | 18 tháng 10 | Hài kịch      |
| Palabra de honor                     | Luis César Amadori     | 10 tháng 5  |               |
| Prisioneros de la tierra             | Mario Soffici          | 17 tháng 8  | Kịch          |
| Puerta cerrada                       | Luis Saslavsky         | 1 tháng 2   | Kịch          |
| Retazo                               | Elías Alippi           | 3 tháng 5   |               |
| El sobretodo de Céspedes             | Leopoldo Torres Ríos   | 9 tháng 5   | Hài kịch      |
| Sombras de Buenos Aires              | Julio Irigoyen         | 11 tháng 10 | Hài kịch      |
| Sombras en el río                    | Juan Jacoby Renard     | 3 tháng 5   | Kịch          |
| T - Z                                |                        |             |               |
| Una mujer de la calle                | Luis José Moglia Barth | 23 tháng 8  | Kịch          |
| La vida es un tango                  | Manuel Romero          | 8 tháng 2   | Âm nhạc       |
| El viejo doctor                      | Mario Soffici          | 18 tháng 5  | Kịch          |
| Y los sueños pasan                   | Enrique de Rosas       | 19 tháng 5  |               |
| ...Y mañana serán hombres            | Carlos Borcosque       | 25 tháng 10 | Kịch          |